# Anagni
Anagni is een gemeente in de Italiaanse provincie Frosinone (regio Latium) en telt 19.253 inwoners (31-12-2004). De oppervlakte bedraagt 113,8 km², de bevolkingsdichtheid is 171 inwoners per km².
Anagni werd in 306 v. Chr. veroverd door de Romeinen. Het christendom werd vanaf de derde eeuw geïntroduceerd dankzij het werk van de bisschop van Trani, de heilige Magnus van Anagni, die de patroonheilige van de stad werd.
Paus Bonifatius VIII werd in deze stad geboren en trok zich hier in 1301 terug. In 1303, een maand voor zijn overlijden, werd hij het slachtoffer van een gijzeling in zijn kasteel.
In 1556 werd Anagni een slagveld in het conflict tussen paus Paulus IV en koning Filips II van Spanje, toen het werd belegerd door het Spaanse leger onder leiding van de hertog van Alva. Na een artilleriebombardement trokken de troepen van de paus zich terug en plunderden de Spanjaarden de stad.

## Demografie
Anagni telt ongeveer 6753 huishoudens. Het aantal inwoners daalde in de periode 1991-2001 met 0,9% volgens cijfers uit de tienjaarlijkse volkstellingen van ISTAT.
| Jaar | Inwoneraantal |
| ---- | ------------- |
| 1991 | 19.314        |
| 2001 | 19.134        |

## Geografie
De gemeente ligt op ongeveer 424 m boven zeeniveau.
Anagni grenst aan de volgende gemeenten: Acuto, Ferentino, Fumone, Gavignano (RM), Gorga (RM), Montelanico (RM), Paliano, Piglio, Sgurgola.

## Geboren
- Paus Gregorius IX (ca. 1170-1241), geboren als Ugolino di Segni
- Paus Alexander IV (ca. 1199-1261), geboren als Rinaldo Conti
- Paus Bonifatius VIII (1235-1303), geboren als Benedetto Gaetani
- Enrico Sibilia (1861-1948), kardinaal-bisschop
- Manuela Arcuri (1977), actrice

## Galerij

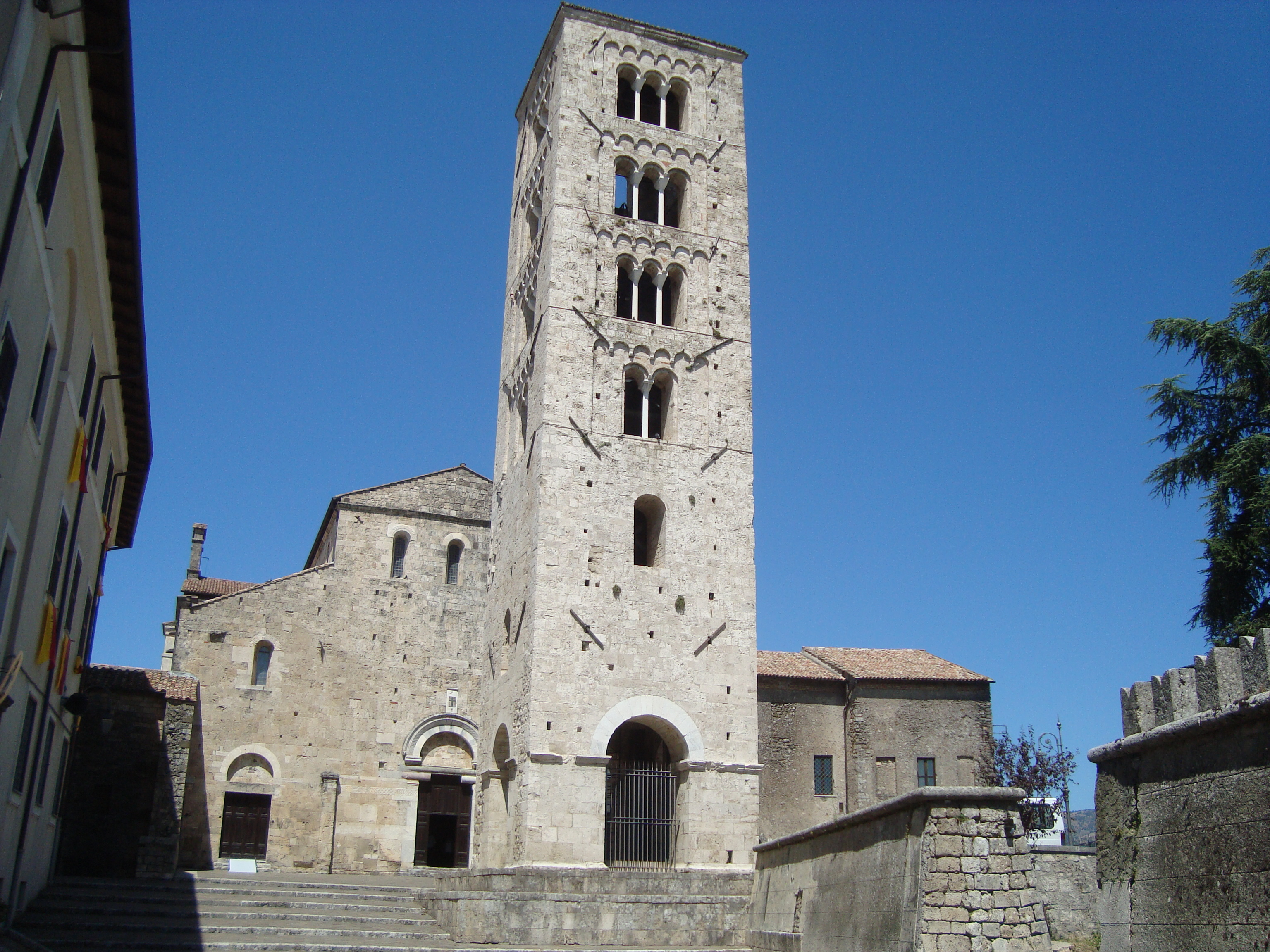
Kathedraal Santa Maria
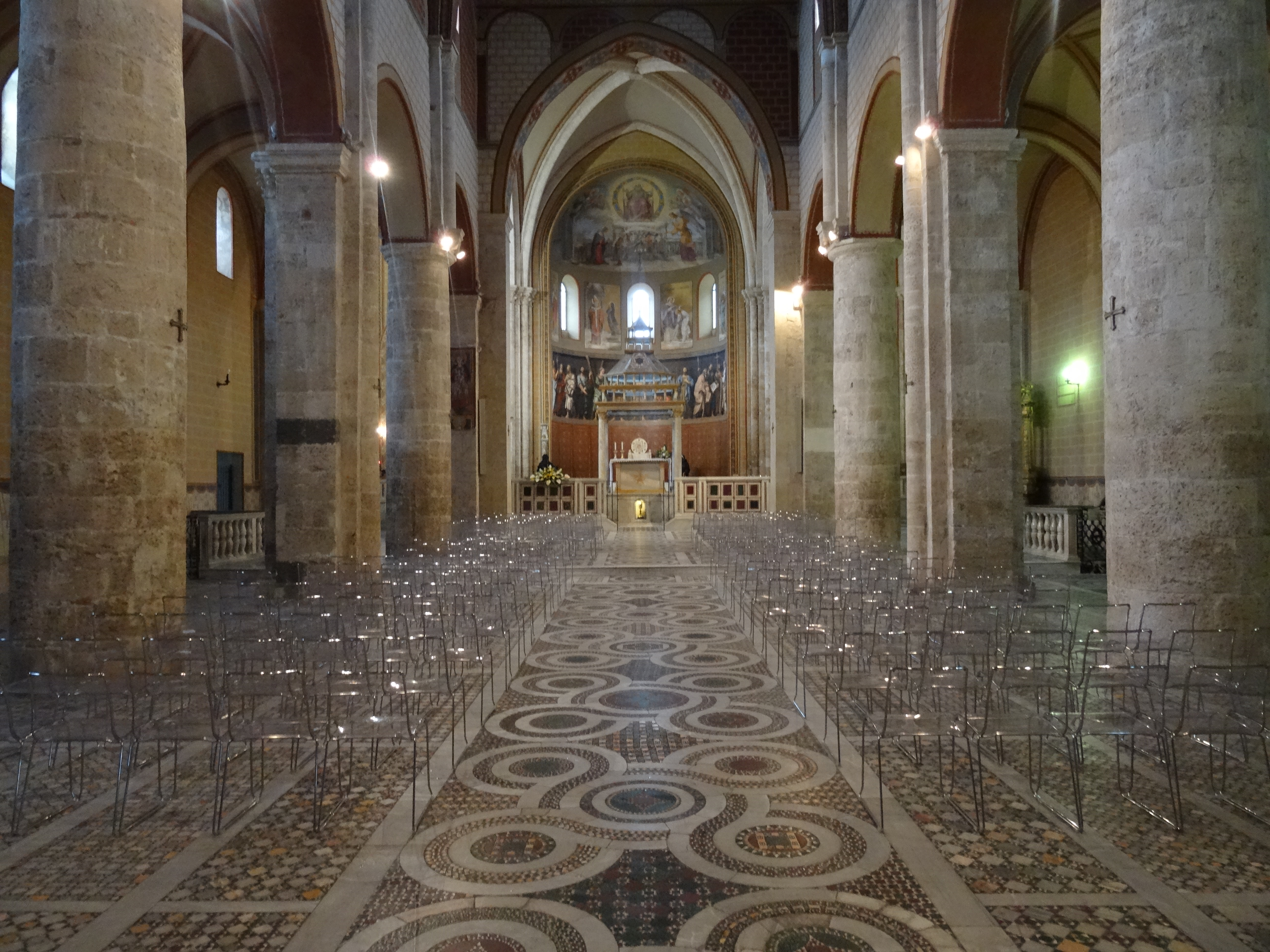
Interieur van de kathedraal
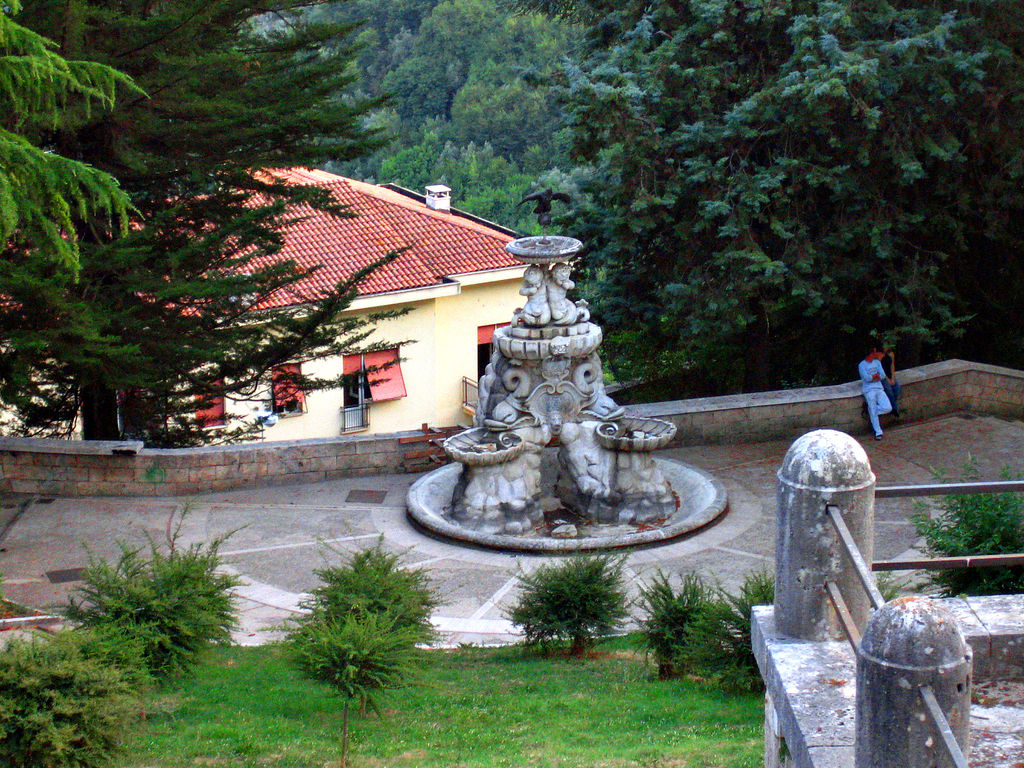
Fontein